# Robert Sandford (MP)
Robert Sandford (falecido em 1459/60), de Askham, Westmorland, foi membro do Parlamento por Appleby em maio de 1413. Ele era uma figura importante na sociedade nobre de Cumberland e era parente por casamento com o xerife Thomas de la More, um servo de Richard Neville, 5º Conde de Salisbury.